# Lo Dia de la Sardenya
Lo Dia de la Sardenya (en sard, sa die de sa Sardigna, en sasserès La dì di la Sardhigna i en gal·lurès La dì di la Saldigna) és una festivitat instituïda pel govern sard el 14 de setembre de 1993 com a festa del poble sard.
La festa recorda la rebel·lió del 28 d'abril del 1794, quan el virrei Vincenzo Balbiano, juntament amb els funcionaris de la Casa dels Savoia, va haver de fugir de Càller i de Sardenya arran de la negativa del govern torinès de reconèixer els drets històrics del poble sard. La societat sarda del moment reclamava un consell d'estat propi, la seu del virregnat i un ministeri d'afers sards a Torí. La negativa dels piemontesos va ser l'origen de la rebel·lió popular que va provocar la fugida del virrei.

## Història
Amb l'augment del descontentament pel tracte de l'administració piemontesa, les darreres dècades del 1700 va sorgir un moviment rebel que travessà l'illa, encomanat pels esdeveniments revolucionaris de França i els moviments originats en diverses parts d'Europa (Irlanda, Polònia, Bèlgica, Hongria, Tirol). El 1793 una flota francesa havia intentat apropiar-se de l'illa per dos fronts, un al territori de Càller i l'altre a l'arxipèlag de la Magdalena. Encapçalava la flota el jove oficial Napoleó Bonaparte, que s'havia refugiat a França després de la insurrecció de Pasquale Paoli a Còrsega, amb el suport dels anglesos. Però el pla va topar amb la resistència sarda, i així va començar a créixer, en l'opinió pública, un sentiment de revenja cap a la corona dels Savoia per la defensa del Regne.

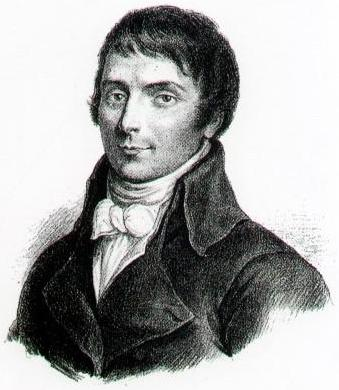
Retrat de Giuanne Maria Angioy

Els sards van demanar que se'ls reservés una part important dels usos civils i militars i una autonomia més gran respecte de la classe dirigent local. Davant la negativa final del govern piemontès d'acollir qualsevol demanda, la burgesia urbana i la resta de la població van organitzar el moviment insurreccional.
L'episodi que va conduir definitivament a la rebel·lió va ser la detenció, ordenada pel virrei, de dos caps del Partit Patriòtic, els advocats calleresos Vincenzo Crabas i Efisio Pintor. El 28 d'abril del 1794, data coneguda com a sa die de s'aciappa ('el dia de la captura') la població, enfurismada, va fer fora de la ciutat els 514 funcionaris colonials, virrei inclòs, que el mateix mes de maig d'aquell any van ser embarcats per força. Encoratjades pels fets de Càller, les poblacions de l'Alguer i Sàsser van fer el mateix, i posteriorment també l'interior de l'illa. Sardenya va esdevenir, així, el primer país europeu a promoure una revolució pròpia seguint l'exemple francès, en comptes de permetre que el fenomen simplement s'importés des de l'exterior per les armes.
Els moviments antifeudals van ser guiats els dos anys següents per Giovanni Maria Angioy, alt magistrat del Regne de Sardenya. Les forces lleialistes, enfortides arran del tractat de pau entre Napoleó i Víctor Amadeu III, van reprimir la rebel·lió, posant terme a l'experiment revolucionari sard, i l'illa va mantenir-se sota la jurisdicció dels Savoia. Va succeir un període de restauració aristocràtica i monàrquica, que va acabar amb la Fusió perfecta del 1847 (nom amb què es coneix la unió de Sardenya i el Piemont, precedent de la unificació italiana). Malgrat tot, la restauració no va aconseguir sufocar altres tumults espontanis entre el 1802 i el 1821, com ara la Conjura de Palabanda del 1812 (Càller) o la revolta algueresa del 1821.